# Muzikale autoweg

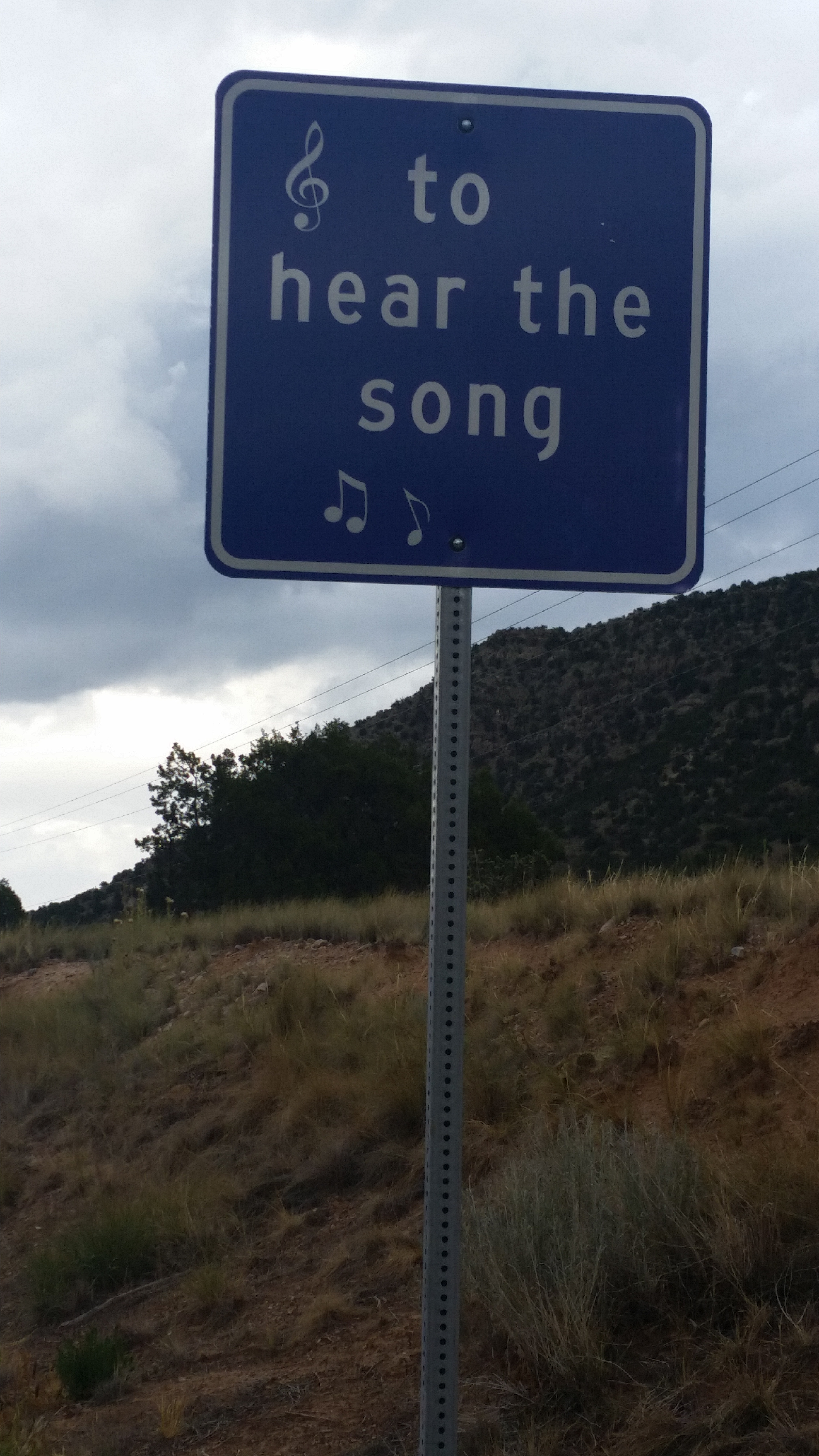
Verkeersbord bij de muzikale autoweg in Tijeras, New Mexico in de Verenigde Staten.

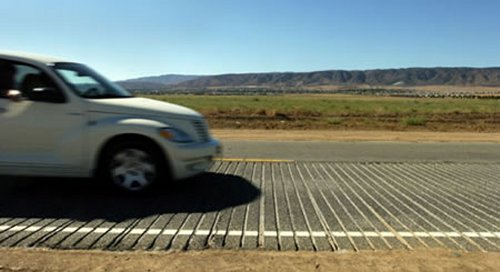
Een auto rijdt over een muzikale autoweg.

Een muzikale autoweg, ook wel muziekweg of zingende weg genoemd, is een weg of deel van een weg die, wanneer eroverheen wordt gereden, voelbare trillingen en hoorbaar gerommel veroorzaakt dat door de wielen en de carrosserie van het voertuig kan worden gevoeld. Het gerommel wordt gehoord in de vorm van een melodie. Verschillende noten ontstaan door variërende afstanden tussen de stroken die op of in de weg zijn geplaatst.

## Muzikale wegen per land

### Denemarken
De eerste muzikale autoweg lag in Denemarken en had de naam Asfaltofon. Deze installatie in Gylling waarvan de aanleg begon in 1995 is bedacht door Steen Krarup Jensen en Jakob Freud-Magnus en bestond uit reliëfmarkeringen op het wegdek. Als er overheen gereden werd met een snelheid tussen 70 en 80 kilometer per uur was een arpeggio in F-majeur te horen. De reliëfmarkeringen zijn verwijderd.

### Argentinië
In 2021 werd in Argentinië een muziekweg gemaakt met de titel "De piano van kilometer 1449" bij kilometer 1449 op nationale weg 237 bij Piedra del Águila tussen Neuquén en Bariloche. Deze eerste Zuid-Amerikaanse muziekweg speelt de eerste tien noten van het Spaanse lied La Cucaracha (De kakkerlak). De muziekweg is aangelegd om vermoeidheid bij automobilisten tegen te gaan en om toeristen aan te trekken.

### Hongarije
In 2019 installeerde Hongarije een muziekweg ter nagedachtenis aan László Bódi, de leadzanger van de band Republic. De muziekweg, gesitueerd op weg 67 tussen Mernyeszentmiklós en Mernye, laat een fragment van 30 seconden horen van het lied 67-es út (Weg 67).

### Japan
In Japan maakte Shizuo Shinoda per ongeluk markeringen in het wegdek met een bulldozer en reed eroverheen. Daarbij merkte hij dat tonen gemaakt kunnen worden afhankelijk van de diepte en breedte van de groeven. In 2007 verfijnde het Hokkaido National Industrial Research Institute de techniek en legde de Melody Road aan.
Er zijn in Japan verschillende muziekwegen. De eerste ligt in Shibetsu, Nemuro in de prefectuur Hokkaido en speelt de Shiretoko Love Song. Een andere ligt in Kimino in de prefectuur Wakayama en speelt Miagete Goran Yoru no Hoshi o. Een derde ligt in de prefectuur Shizuoka op de weg naar vulkaan Fuji en een vierde ligt in Katashina in de prefectuur Gunma waar het stuk met 2559 groeven over een afstand van 175 meter de melodie van Memories of Summer speelt. Een 320 meter lang deel van de Ashinoko Skyline in Hakone speelt A Cruel Angel's Thesis van de animeserie Neon Genesis Evangelion als er met 40 kilometer per uur overheen gereden wordt. Op de weg tussen de steden Nakanojo en Shima Onsen ligt een muziekweg die het lied Always With Me speelt van de animeserie Spirited Away. In heel Japan zijn tientallen muziekwegen aangelegd.
Sommige wegen in Japan zijn polyfoon doordat er voor de linkerbanden en rechterbanden verschillende markeringen in of op het wegdek zijn, die voor melodie en harmonie zorgen. Voorbeelden zijn een muziekweg in de prefectuur Okinawa die het volksliedje Futami Jowa speelt en een muziekweg in de prefectuur Hiroshima.

### Nederland
Op de N357 legde de provincie Friesland in 2018 een muziekweg aan, waarbij door het rijden over ribbels in de weg het Friese volkslied klonk. Door klachten van omwonenden besloot de provincie na één dag te stoppen met de muziekweg.

### Verenigde Staten
Als onderdeel voor een reclame voor de Honda Civic liet Honda op 5 september 2008 een muziekweg aanleggen op Avenue K in Lancaster, Californië die werkte met ribbels in het wegdek om de William Tell Overture te laten horen bij de snelheid van 55 mijl per uur (88 kilometer per uur). Op 23 september 2008 werden de ribbels weggehaald door het stadsbestuur na klachten van omwonenden over geluids- en verkeersoverlast. Het stadsbestuur legde de muziekweg opnieuw aan op Avenue G, verder weg van bewoners. De originele weg is aangelegd met verkeerde afstand tussen de groeven waardoor de muziek uit valse noten bestaat. Doordat de ribbels bij de heraanleg op dezelfde afstand aangelegd zijn, heeft de nieuwe plaatsing ook valse noten.
In oktober 2014 legde het dorp Tijeras in New Mexico een muziekweg aan op een gedeelte van de historische Route 66, wat nu de NM 333 is, tussen mijlpalen 4 en 5. Als eroverheen gereden werd met een snelheid van 45 mijl per uur was America the Beautiful te horen. De aanleg was gefinancierd door de National Geographic Society als onderdeel voor het televisieprogramma Crowd Control van National Geographic. Zonder plannen voor restauratie die heel duur zou zijn hebben delen van de muziekweg een nieuwe laag asfalt gekregen, waardoor de muziek zeer gedempt is en het grootste deel van de muziekweg de facto weg is.
In oktober 2019 creëerde en installeerde een alumnus van Auburn University een muziekweg die de eerste zeven noten speelde van het strijdlied van de Auburn Tigers getiteld War Eagle. Deze installatie werkt met een nieuw ontwikkelde techniek die het asfalt niet beschadigt.

## Walt Disney World Airport
Op de landingsbaan van Walt Disney World Airport bij het Walt Disney World Resort legde Disney in 1970 of 1971 rammelstroken aan waarbij When You Wish Upon a Star te horen was als er met ongeveer 72 kilometer per uur overheen gereden werd, om de passagiers te verrassen. De installatie werd in 2008 verwijderd van het terrein dat sinds 1972 niet meer in gebruik is als (openbaar) vliegveld.